# لارا ترامپ
لارا لیا ترامپ (نام کوچک یوناسکا؛ زاده ۱۲ اکتبر ۱۹۸۲) تهیه‌کننده تلویزیون و مشاور پویش انتخابات ریاست‌جمهوری ۴۵مین رئیس‌جمهور ایالات متحده (و عروس وی) دونالد ترامپ است. او با پسر دونالد ترامپ، اریک ترامپ، ازدواج کرده است و دو فرزند دارند.
او تهیه‌کننده/میزبان بروزرسانی اخبار واقعی و تهیه‌کننده پیشین اینساید ادیشن است.

## سنین جوانی و تحصیل
لارا ترامپ در دوازدهم اکتبر ۱۹۸۲ در ویلمینگتون زاده شد. پدرش رابرت لوک یوناسکا و مادرش لیندا آن اسکایز است. او یک برادر کوچکتر به نام کایل رابرت یوناسکا دارد. وی در دانشگاه ایالتی کارولینای شمالی و بنیاد آشپزی فرانسه در نیویورک تحصیل کرده است.

## حرفه
لارا از سال ۲۰۱۲ تا ۲۰۱۶ به عنوان تهیه‌کننده مجله خبری تلویزیونی اینساید ادیشن کار کرده‌بود. در طول کارزار ریاست‌جمهوری دونالد ترامپ در سال ۲۰۱۶، لارا مدیریت تور توانمندسازی زنان ترامپ-پنس را برعهده داشت. همچنین به عنوان رابط در برج ترامپ برای شرکت برد پارسکیل کار می‌کرد. پس از انتخاب پر شوهرش به عنوان رئیس‌جمهور، او به عنوان تهیه‌کننده آنلاین و اعانه‌جمع‌کن برای ترامپ شد و به عنوان سخنگوی برنامه بروزرسانی اخبار واقعی جلوی دوربین ظاهر می‌شود. او همچنین به عنوان مشاور ارشد برد پارسکیل برای کارزار ریاست‌جمهوری دونالد ترامپ در۲۰۲۰ استخدام شده است.
او در آوریل ۲۰۱۹ تصمیم صدراعظم آلمان، آنگلا مرکل، مبنی بر پذیرش پناهندگان هنگام بحران مهاجرتی اروپا در سال ۲۰۱۵ را «سقوط آلمان، یکی از بدترین رخ‌دادهایی که تاکنون برای آلمان اتفاق افتاده است» توصیف کرد.

## زندگی شخصی
پس از یک رابطه شش ساله با اریک ترامپ، آن‌ها در ۸ نوامبر ۲۰۱۴ در مراسمی در عمارت مار-ئه-لاگو در پالم بیچ، ازدواج کردند. در ۱۲ سپتامبر ۲۰۱۷، فرزند اول این زوج، اریک لوک ترامپ به دنیا آمد. در ۱۹ اوت ۲۰۱۹، لارا فرزند دوم خود کارولینا دوروتی ترامپ را به دنیا آورد. او به ورزش سه‌گانه علاقه دارد.